# Dźbów
Dźbów – dzielnica Częstochowy położona w jej południowo-zachodniej części, nad rzeką Konopką, przy drodze na Gliwice. Graniczy z dzielnicami Gnaszyn-Kawodrza, Stradom i Błeszno. W granicach administracyjnych Dźbowa znajdują się także: Liszka Dolna, Kuźnica i (częściowo) Sabinów.

## Historia
Jako wieś królewska należąca do starostwa olsztyńskiego, istniał już w XV wieku. W latach 1470–1480 Dźbów podlegał pod parafię św. Zygmunta w Częstochowie, która od 1747 do 1866 roku była zarządzana przez paulinów z klasztoru Jasnogórskiego. Od XVII wieku rozwój dzielnicy związany z wybudowaniem kuźnicy oraz wydobyciem rudy żelaza. W 1834 roku pod Dźbowem działała kopalnia rud żelaza "Antoni". 
We wrześniu 1863 roku Rosjanie rozdali 12 chłopom 12 sztuk broni z poleceniem napadania na powstańców. Porucznik Kraszewski z oddziałem 60 ludzi otrzymał rozkaz 28 września 1863 roku odebrania broni i ukarania winnych. Dwóch chłopów, broniących się z chałup przez okna bronią palną, zostało zabitych, czterech powieszonych, a reszta ułaskawiona. Ci złożyli przysięgę na wierność Rządowi Narodowemu, a jeden, wstąpiwszy natychmiast w szeregi powstańcze, poległ niebawem pod Kocinem.
12 października 1863 roku powieszono dwóch dowódców powstańczych, porucznika Konstantego Kraszewskiego i kapitana Jana Przybyłowicza oraz szeregowego Kondrateńkę, Rosjanina, który walczył po stronie powstańców.
Po powstaniu styczniowym, w 1867 utworzono folwark dźbowski z klasycystycznym zespołem dworskim otoczonym parkiem (pozostałości zachowały się do dziś). W 1897 roku rozpoczęto odkrywkowe i wieloszybikowe wybieranie rud żelaza w okolicach Dźbowa. Do 1954 roku istniała gmina Dźbów. W latach 1954–1972 jako wieś należał i był siedzibą władz gromady Dźbów. Dźbów został włączony do Częstochowy w 1977.

## Obecnie
Dźbów to około 5-tysięczna dzielnica Częstochowy, w której większość mieszkańców skupiona jest w osiedlu pogórniczym, usytuowanym tuż przy drodze wojewódzkiej nr 908, która łączy Częstochowę z Tarnowskimi Górami. W 2005 na osiedlu zostały oddane do użytku dwa budynki, w których znajdują się mieszkania komunalne. Jest tu pomnik legionistów poległych w obronie Ojczyzny, zbudowany w 1938, a odbudowany po zniszczeniu przez Niemców w 1946 i odrestaurowany w 2013.
Ponadto na terenie dzielnicy znajdują się trzy parafie rzymskokatolickie: parafia Świętej Teresy od Dzieciątka Jezus, parafia Nawrócenia świętego Pawła na Sabinowie oraz parafia Świętej Kingi Dziewicy w Kuźnicy. Oprócz parafii na terenie Dźbowa znajdują się placówki oświatowe: Przedszkole Miejskie, Szkoła Podstawowa nr 52. W osiedlu znajduje się również Ochotnicza Straż Pożarna powstała w 1924 roku. Obecnie posiada na stanie trzy samochody ratowniczo-gaśnicze marki Ford Transit GLBM 0,25/0,4 zakupiony przez UM w 2006 roku i Star 266 GBM 2,5/8. Jednostka liczy około 25 członków czynnych 5 honorowych i 12 członków Młodzieżowej Drużyny Pożarniczej. Od 2012 roku jednostka wzbogaciła się o pojazd gaśniczy Iveco Magirus 120-25 GBA2,5/24, który służył w jednostce do października 2014 roku. Na 90 lecie jednostki, w ramach Wojewódzkiego Funduszu Ochrony Środowiska i Gospodarki Wodnej w Katowicach, zakupiono pojazd gaśniczy GCBA 3,5/35 Mercedes Benz Atego 1530 AF. Jednostka działa w KSRG.

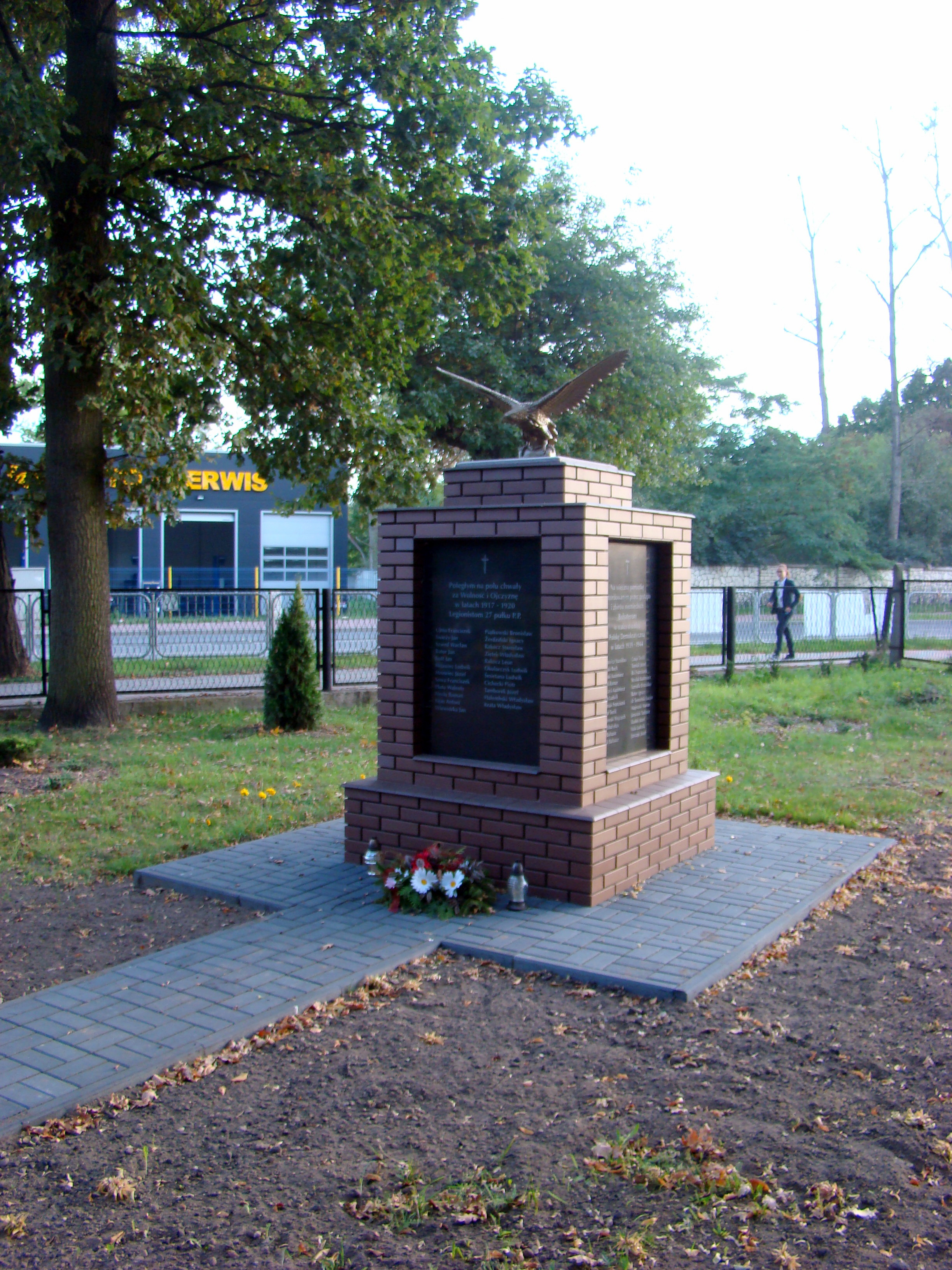
Pomnik Legionistów i ofiar II wojny światowej

## Gospodarka

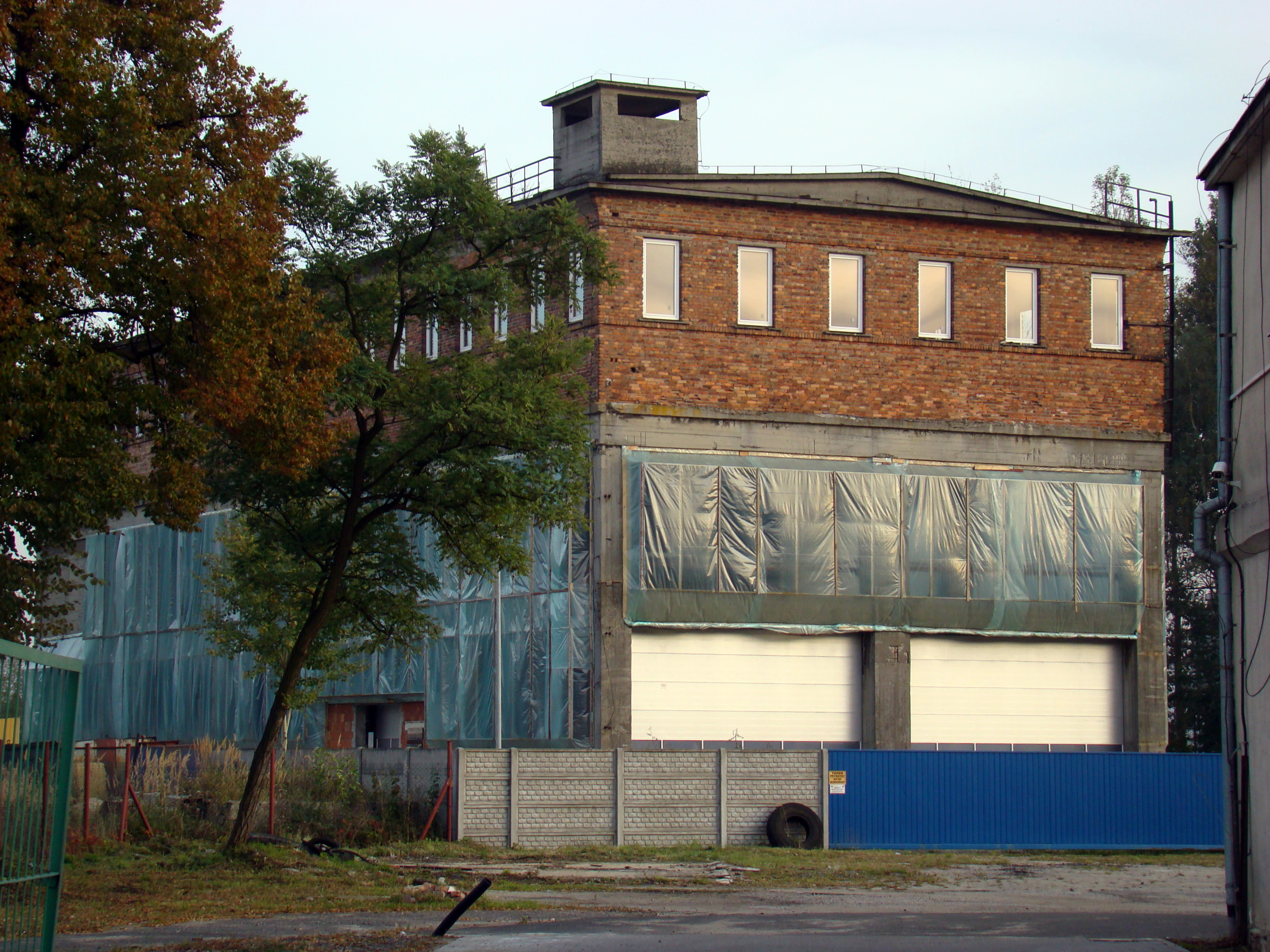
Budynek szybu dawnej kopalni rud żelaza "Barbara".

W 1834 roku pod Dźbowem działała kopalnia rud żelaza "Antoni". W 1897 roku rozpoczęto odkrywkowe i wieloszybikowe wybieranie rud żelaza w okolicach Dźbowa. Na przełomie XIX i XX wieku w okolicy Dźbowa znajdowała się kopalnia rud żelaza "Maria", posiadająca 20 szybów. W latach 1935–1936 działała kopalnia podziemna "Aleksander III" należąca do firmy "Wspólnota interesów" Zakłady Górniczo-Hutnicze S.A. w Częstochowie. Podczas okupacji niemieckiej została uruchomiona kopalnia "Karol". W dzielnicy znajduje się też wiele placówek handlowych i przemysłowych, m.in. park przemysłowy "Barbara" położony przy ulicy Wilgowej w pobliżu nieistniejącej już kopalni rud o tej samej nazwie. Kopalnia rud żelaza "Barbara" w Dźbowie została otwarta 1 grudnia 1954 roku. W 1955 roku wybudowano sortownię rudy, zlikwidowaną w 1964 roku. W 1918 roku zbudowano 15 pieców prażalniczych w Przedsiębiorstwie Kopalń Rud Żelaza Dźbów. W 1969 zakład zamknięto. W pobliskim Sabinowie działały piece prażalnicze wchodzące w skład zakładów górniczo-hutniczych "Sabinów" S.A. w Częstochowie znajdujących się przy ulicy Żyznej 15.
W 2009 roku, został oddany do użytku obiekt handlowy, zlokalizowany na byłym terenie pawilonu handlowego, pomiędzy osiedlem pogórniczym a Gimnazjum, którego operatorem jest market Simply, należący do grupy Auchan.
Od 2014 roku trwają pracę przy budowie Specjalnej Strefy Ekonomicznej usytuowanej na południe od ulicy Leśnej. Są to kolejne tereny w Częstochowie, obok terenów pohutnicznych, włączone do tego typu inwestycji mającej na celu przyciągnięcie większej liczby inwestorów do regionu.

## Sport
W dzielnicy funkcjonował klub sportowy Górnik Dźbów założony w 1946 r. W latach 1957–1960 drużyna piłkarska występowała w C Klasie, grupie II częstochowskiej (VI poziom rozgrywek piłkarskich). W sezonie 1962/1963 zespół grał w zagłębiowskiej A Klasie (IV poziom), w latach 1967-1975 w częstochowskiej A Klasie (V poziom), w latach 1985-1987 w klasie okręgowej (IV poziom). W 2002 r. klub połączył się z klubem Stradom Częstochowa.

## Komunikacja
Przez dzielnicę przebiega linia 33 do Wąsosza, a kończą swoją trasą 21, 23 i 38. Wybrane kursy linii 33 kończą przy nowo powstałej pętli przy ul. Przyjemnej. Do końca kwietnia 2009 roku cztery kursy linii 23 obsługiwały także trasę do Blachowni. Dobre połączenie ze Śródmieściem Częstochowy stanowią także podmiejskie linie PKS Częstochowa: 101, 102, 103, 104, 106. 
Na granicy miasta Częstochowy oraz gminy Konopiska znajduje się węzeł drogowy autostrady A1 z drogą wojewódzką DW908.